# Edmund Warda

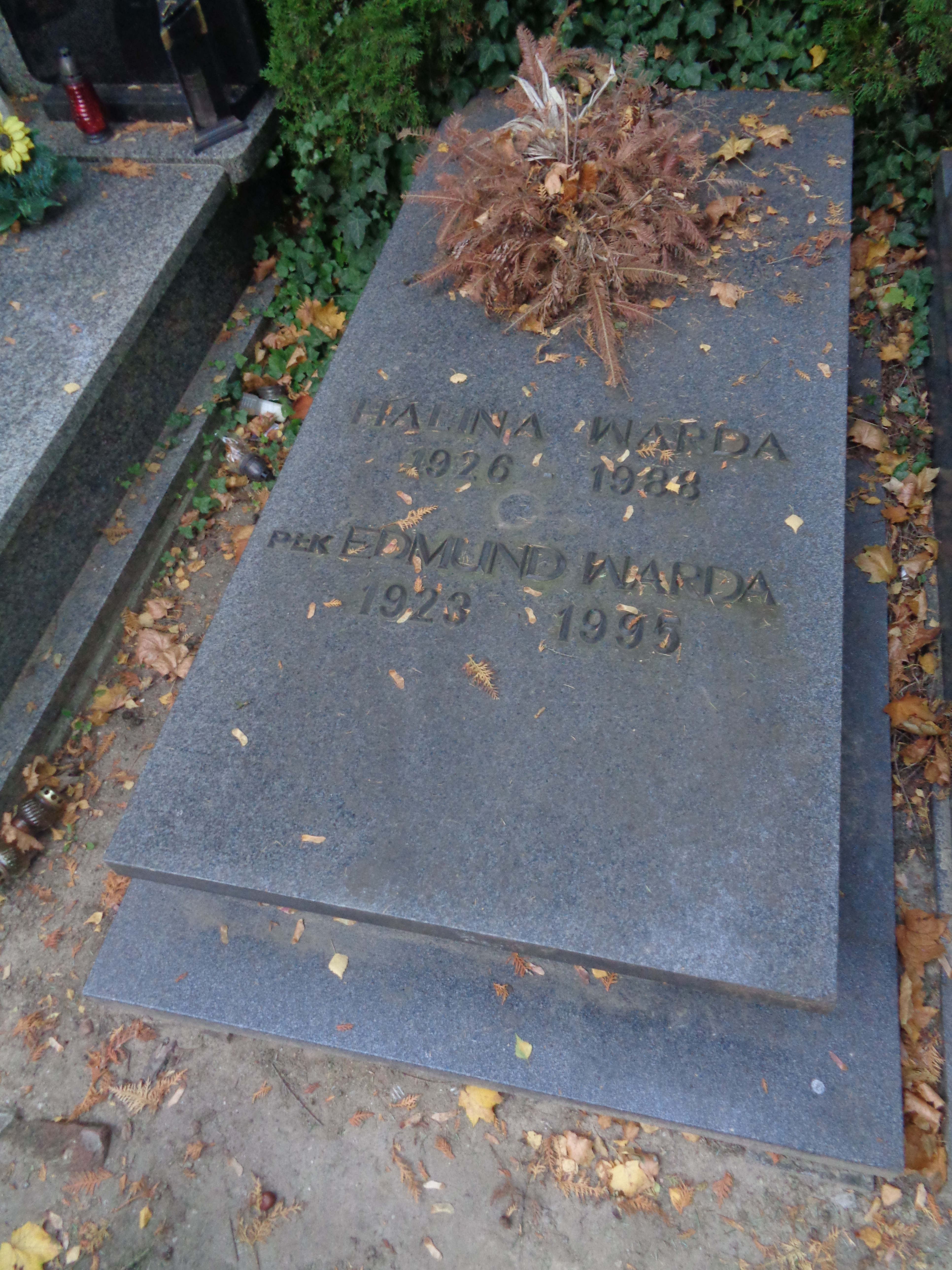
Grób Edmunda Wardy na Cmentarzu Wojskowym na Powązkach

Edmund Warda (ur. 18 lutego 1923 w Woli Kotkowskiej, zm. 11 września 1995) – pułkownik Ludowego Wojska Polskiego, konsul generalny w Ostrawie (1986–1990).

## Życiorys
Syna Heleny i Jana. Podczas okupacji działał w Gwardii Ludowej i Armii Ludowej pod pseudonimem „Ketling”. 15 marca 1945 wstąpił do ludowego Wojska Polskiego. Słuchacz Centralnej Szkoły Oficerów Polityczno-Wychowawczych (1945), od 5 lutego 1946 do 9 września 1990 służył w Wojskach Ochrony Pogranicza. Zajmował stanowiska: zastępca szefa Oddziału Kontrwywiadu Zarządu Zwiadu WOP (1965–1966), szef Wydziału Wyszkolenia Zarządu Zwiadu WOP (1966–1971), zastępca szefa Zarządu Zwiadu WOP – szef Oddziału Kontrwywiadu (1971–1974), zastępca szefa Zarządu Zwiadu (1971–1982), p.o. zastępca dowódcy WOP ds. zwiadu (1982–1983), zastępca dowódcy WOP ds. zwiadu – szef Zarządu Zwiadu WOP (1983–1986). Od 1 listopada 1986 do 9 listopada 1990 delegowany był na stanowisko Konsula Generalnego w Ostrawie. W 1990 przeniesiony w stan spoczynku. Pochowany na cmentarzu Powązki Wojskowe w Warszawie (kwatera A16-4-2).
W 1946 odznaczony Srebrnym Krzyżem Zasługi.